# Borås stad
Denna artikel handlar om den tidigare kommunen Borås stad. För orten se Borås, för dagens kommun, som även den ibland omnämns Borås stad, se Borås kommun
Borås stad var en stad och kommun i Älvsborgs län. 

## Administrativ historik
Den 29 juni 1621 fick boråsarna genom provisoriska privilegier rätt att driva handel. De fullständiga privilegierna utfärdades 25 maj 1622. 
Den inrättades som kommun, enligt Förordning om kommunalstyrelse i stad (SFS 1862:14) från och med den 1 januari 1863, då Sveriges kommunsystem infördes. 1920 inkorporerades Torpa landskommun varur staden ursprungligen utbrutits. 1971 uppgick staden till Borås kommun.
Staden hade en egen jurisdiktion (rådhusrätt till 1965) till 1971 då den vid tingsrättsreformen uppgick i Borås domsaga. 
Stadsförsamling var Borås församling som 1939 delades i Borås Caroli församling och Borås Gustav Adolfs församling.
1 januari 2016 inrättades distrikten Borås Caroli och Borås Gustav Adolf, med samma omfattning som motsvarande församlingar hade 1999/2000, och vari detta område ingår.

### Sockenkod
För registrerade fornfynd med mera så återfinns staden inom ett område definierat av sockenkod 1636 som motsvarar den omfattning staden med dess landskommun hade kring 1950, vilket innebär att sockenkoden också används för Torpa socken som annars även har en egen sockenkod.

## Stadsvapnet
Blasonering: I rött fält två ullsaxar av silver, den högra störtad.
Vapnet innehåller Ullsaxar som härstammar från bestämmelser i privilegiebrev från 1622. Det fastställdes som stadsvapen av Kungl Maj:t 1939. Vapnet registrerades för kommunen i PRV 1974.
Det tidigare stadsvapnet var två ullsaxar påminnande om stadens industri med rött fält omgiven av en lagerbladskrans sammanbunden på fyra ställen. Det senare var en påminnelse om stadens fyra stadsbränder (mellan 12 och 13 december 1681, 14 juli 1727, natten 20 december 1822 och 14 juli 1827) men att staden varje gång åter rest sig och grönskat i sin utveckling.

## Geografi
Borås stad omfattade den 1 januari 1952 en areal av 103,44 km², varav 96,37 km² land.

### Tätorter i staden 1960
| Tätort              | Folkmängd |
| ------------------- | --------- |
| Borås               | 64 334    |
| Lundaskog           | 282       |
| Ryda                | 212       |
| Sjömarken, del ava  | 69        |
| Gånghester, del avb | 9         |

Tätortsgraden i staden var den 1 november 1960 96,5 procent. Borås var 1960 Sveriges tionde största tätort, efter Jönköping och före Linköping. Detta kan jämföras tätortsavgränsningen den 31 december 2010 då Borås var Sveriges fjortonde största tätort.

## Befolkningsutveckling
| Befolkningsutvecklingen i Borås stad 1805–1970 | Befolkningsutvecklingen i Borås stad 1805–1970 | Befolkningsutvecklingen i Borås stad 1805–1970 | Befolkningsutvecklingen i Borås stad 1805–1970 | Befolkningsutvecklingen i Borås stad 1805–1970 |
| --- | ---------------------------------------------- | ---------------------------------------------- | ---------------------------------------------- | ---------------------------------------------- |
| |                                                |                                                |                                                |                                                |
| År |                                                |                                                | Folkmängd                                      |                                                |
| 1805 | 1805                                           |                                                | 1 792                                          |                                                |
| 1810 | 1810                                           |                                                | 1 750                                          |                                                |
| 1820 | 1820                                           |                                                | 2 053                                          |                                                |
| 1830 | 1830                                           |                                                | 2 194                                          |                                                |
| 1840 | 1840                                           |                                                | 2 378                                          |                                                |
| 1850 | 1850                                           |                                                | 2 733                                          |                                                |
| 1860 | 1860                                           |                                                | 2 988                                          |                                                |
| 1870 | 1870                                           |                                                | 3 251                                          |                                                |
| 1880 | 1880                                           |                                                | 4 723                                          |                                                |
| 1890 | 1890                                           |                                                | 8 106                                          |                                                |
| 1900 | 1900                                           |                                                | 15 837                                         |                                                |
| 1910 | 1910                                           |                                                | 21 541                                         |                                                |
| 1920 | 1920                                           |                                                | 28 226                                         |                                                |
| 1930 | 1930                                           |                                                | 38 235                                         |                                                |
| 1935 | 1935                                           |                                                | 43 365                                         |                                                |
| 1940 | 1940                                           |                                                | 48 324                                         |                                                |
| 1945 | 1945                                           |                                                | 51 651                                         |                                                |
| 1950 | 1950                                           |                                                | 58 013                                         |                                                |
| 1955 | 1955                                           |                                                | 62 728                                         |                                                |
| 1960 | 1960                                           |                                                | 67 272                                         |                                                |
| 1965 | 1965                                           |                                                | 69 763                                         |                                                |
| 1970 | 1970                                           |                                                | 71 570                                         |                                                |
| Anm: 1920 inkorporerades Torpa landskommun. För åren 1805-1945: befolkning enligt folkräkning 31 december enligt den administrativa indelningen den 1 januari följande år. 1950 avser befolkning enligt folkräkning den 31 december enligt den administrativa indelningen den 1 januari 1952. 1955 avser den kyrkobokförda befolkningen den 31 december enligt den administrativa indelningen den 1 januari följande år. 1960 och 1965 avser befolkning enligt folkräkning den 1 november enligt den administrativa indelningen den 1 januari följande år. 1970 avser befolkning enligt folkräkning den 1 november i det område som Borås stad omfattade när den ombildades till Borås kommun 1 januari 1971. |                                                |                                                |                                                |                                                |

## Politik

### Mandatfördelning i Borås stad, valen 1919–1966
| 20 | 6 | 16 |

| 37 |

| 21 | 6 | 19 |

| 41 |

| 20 | 5 | 21 |

| 41 |

| 21 | 5 | 20 |

| 42 |

| 21 | 2 | 4 | 19 |

| 42 |

| 23 | 2 | 4 | 17 |

| 40 |

|  | 27 | 5 | 13 |

| 40 |

| 3 | 24 | 4 | 15 |

| 40 |

| 8 | 25 | 6 | 15 |

| 44 | 10 |

|  | 31 | 10 | 12 |

| 42 | 12 |

| 4 | 26 | 10 | 14 |

| 43 | 11 |

|  | 28 | 8 | 17 |

| 42 | 12 |

| 31 |  | 10 | 12 |

| 43 | 11 |

| 3 | 22 | 5 | 10 | 14 |

| 41 | 13 |